# 1,1,1,2-四氟乙烷
1,1,1,2-四氟乙烷，别名R-134a，化学式为CH2FCF3，大气压下的沸点为−26.3°C。是一种热力学性质与二氟二氯甲烷（R-12）类似的卤代烷制冷剂，但与R-12相比，它的臭氧破坏潜势更低。

## 用途
1,1,1,2-四氟乙烷是主要用于小型冰箱与汽车空调中的制冷剂。1990年代起它开始替代对环境危害更大的R-12，而原先的R-12致冷设备在经过改装后便能适用1,1,1,2-四氟乙烷。此外，它还可以用于泡沫塑料的发泡剂、清洗剂、药物（如支气管扩张药）推进剂、红酒开塞器、除尘器以及压缩空气的除湿等。有时它还被用来为超频的计算机降温。同时它也是生存游戏中常用的气枪推进剂。
目前，1,1,1,2-四氟乙烷的使用因其对气候变化的影响而受到限制。2011年它被欧盟禁止用于所有的新车上。美国汽车工程师协会（SAE）提议在汽车空调使用一种新的氟化物2,3,3,3-四氟丙烯（HFO-1234yf）来代替1,1,1,2-四氟乙烷。
1,1,1,2-四氟乙烷还被用来考虑作为萃取香气物质的有机溶剂，以代替其他有机溶剂与超临界二氧化碳（supercritical carbon dioxide）。 无论是液体还是超临界流体，它都可以作为有机化学中的溶剂。 在大型强子对撞机中，它则是用于阻性板室（resistive plate chamber）的粒子探测器。 此外它也能用于其他类型的粒子探测器，如低温粒子探测器（cryogenic particle detector）。 冶炼镁时，它则是替代六氟化硫的保护气体（shielding gas）。
1,1,1,2-四氟乙烷也被考虑替代六氟化硫以作为介质气体（dielectric gas）。 虽然它的灭弧特性不佳，但其绝缘特性优良。

## 历史
1,1,1,2-四氟乙烷最早于1990年代出现，以替代会对臭氧层造成破坏的二氟二氯甲烷。 1,1,1,2-四氟乙烷不会破坏臭氧层，但却会引起全球变暖。研究显示过去十年中地球大气中1,1,1,2-四氟乙烷的浓度显著增加，有研究表明2001年至2004年间其浓度就增加了一倍。 它的臭氧破坏潜势（ODP）与酸化潜势都很低，却有着相当高的全球暖化潜势（GWP）（100年GWP为1430）。

## 安全
当1,1,1,2-四氟乙烷接触到超过250°C的火或热表面时可能会引起汽相热分解（vapor decomposition）以及氟化氢、碳酰氟等有毒气体的释放。 1,1,1,2-四氟乙烷本身在老鼠实验中的半数致死量为1,500 g/m³，这表明它是一种相当无毒的气体，但在吸入剂滥用（inhalant abuse）时则可能会有危险。
含有1,1,1,2-四氟乙烷的喷雾罐是一种有效的冷冻喷剂。在压力下1,1,1,2-四氟乙烷可以被压缩成液体，蒸发时能吸收大量热能。正因如此它能够在蒸发时大大降低与其接触的物体的温度。如果与皮肤接触可能会导致冻伤，与眼睛接触则有致盲的可能。